# Hojas de otoño (pintura)
Hojas de otoño es una pintura de John Everett Millais exhibida en la Real Academia de Arte en 1856. Fue descrita por el crítico John Ruskin como "el primer ejemplo de un crepúsculo perfectamente pintado". La esposa de Millais, Effie, escribió que tenía la intención de crear una imagen que estuviera "llena de belleza y sin tema".
Considerada una de las obras más poéticas del pintor, fue realizada en el momento en el que el complejo simbolismo de sus primeras obras era sustituido por temas más evocadores. A mediados de los años 1850, abundan las imágenes paradójicas, como La chica ciega (donde una joven mendiga ciega se sienta ante un espléndido paisaje con un arco iris doble) y El valle de la tranquilidad (en el que unas monjas realizan un duro trabajo).
La escena muestra a cuatro niñas al crepúsculo recogiendo y rastrillando hojas caídas en un jardín, un lugar que ahora ocupa Rodney Gardens en Perth, Escocia. Están haciendo una hoguera con la hojarasca amontonada, pero el fuego en sí aun es invisible, solo sale humo de entre las hojas. Las dos chicas de la izquierda, para las que posaron las cuñadas de Millais, Alice y Sophie Gray, están retratadas con ropa de clase media de la época; los dos de la derecha están vestidas con ropa más áspera y humilde, de clase trabajadora sirviendo como modelo probablemente niñas del barrio obrero cercano a la casa de los Millais en Perth.
La pintura ha sido vista como una de las primeras influencias en el desarrollo del movimiento estético.
Una escultura en Rodney Gardens, conocida como "Millais Viewpoint", recrea la vista a través de dos esquinas inferiores de un marco de fotos, hecho de piedra.

## Interpretación
La pintura se ha interpretado típicamente como una representación de la fugacidad de la juventud y la belleza, un tema común en el arte de Millais. El humo, las hojas muertas y el sol poniente así como los rostros sombríos de las muchachas parecen confirmarlo. Malcolm Warner argumenta que Millais fue influenciado por la poesía de Tennyson, en cuya casa una vez había ayudado a rastrillar las hojas de otoño. Warner sugiere que las líneas de la canción de Tennyson " Tears, Idle Tears " en The Princess (1847) pueden haberlo influenciado:
Lágrimas, lágrimas ociosas, no sé lo que significan.
Lágrimas de la profundidad de alguna desesperación divina
surgen en el corazón, y se juntan en los ojos,
al contemplar los felices campos de otoño
y pensar en los días que ya no existen.
La manzana que sostiene la niña más joven a la derecha puede aludir a la pérdida de la inocencia infantil que implica la referencia al pecado original y la expulsión del Jardín del Edén. 
Después de una crítica positiva de F. G. Stephens, Millais le escribió que había "tenido la intención de que la imagen despertara por su solemnidad la más profunda reflexión religiosa. Elegí el tema de las hojas quemadas como el más calculado para producir este sentimiento.” 
Millais siempre mostró debilidad por el otoño. En una ocasión escribió a su esposa Effie Gray: "¿Hay algo más delicioso que la sensación que despierta el aroma de las hojas quemadas? Para mí no hay nada que me traiga recuerdos más dulces de días pasados. Es el olor que el verano pasado desprende al cielo."